# Eleições parlamentares europeias de 1987 no distrito da Guarda
| Eleições parlamentares europeias de 1987 Distritos: Aveiro \| Beja \| Braga \| Bragança \| Castelo Branco \| Coimbra \| Évora \| Faro \| Guarda \| Leiria \| Lisboa \| Portalegre \| Porto \| Santarém \| Setúbal \| Viana do Castelo \| Vila Real \| Viseu \| Açores \| Madeira \| Estrangeiro |

## Resultados por concelho
Os resultados nos concelhos do Distrito da Guarda foram os seguintes:

### Aguiar da Beira
| Partido                 | Partido                       | Votos | %               |
| ----------------------- | ----------------------------- | ----- | --------------- |
|                         | Partido Social Democrata      | 2 173 | 54,78 / 100,00  |
|                         | Centro Democrático Social     | 1 066 | 26,87 / 100,00  |
|                         | Partido Socialista            | 280   | 7,06 / 100,00   |
|                         | Partido Renovador Democrático | 66    | 1,66 / 100,00   |
|                         | Partido da Democracia Cristã  | 41    | 1,03 / 100,00   |
|                         | Outros (com menos de 1,00%)   | 117   | 2,95 / 100,00   |
| Votos Inválidos         | Votos Inválidos               | 224   | 5,65 / 100,00   |
| Total                   | Total                         | 3 967 | 100,00 / 100,00 |
| Eleitorado/Participação | Eleitorado/Participação       | 5 758 | 68,90 / 100,00  |

### Almeida
| Partido                 | Partido                        | Votos | %               |
| ----------------------- | ------------------------------ | ----- | --------------- |
|                         | Partido Social Democrata       | 3 524 | 53,27 / 100,00  |
|                         | Centro Democrático Social      | 1 417 | 21,42 / 100,00  |
|                         | Partido Socialista             | 1 020 | 15,42 / 100,00  |
|                         | Coligação Democrática Unitária | 126   | 1,90 / 100,00   |
|                         | Partido Renovador Democrático  | 67    | 1,01 / 100,00   |
|                         | Outros (com menos de 1,00%)    | 189   | 2,86 / 100,00   |
| Votos Inválidos         | Votos Inválidos                | 272   | 4,11 / 100,00   |
| Total                   | Total                          | 6 615 | 100,00 / 100,00 |
| Eleitorado/Participação | Eleitorado/Participação        | 9 023 | 73,31 / 100,00  |

### Celorico da Beira
| Partido                 | Partido                        | Votos | %               |
| ----------------------- | ------------------------------ | ----- | --------------- |
|                         | Partido Social Democrata       | 2 896 | 52,48 / 100,00  |
|                         | Centro Democrático Social      | 1 055 | 19,12 / 100,00  |
|                         | Partido Socialista             | 954   | 17,29 / 100,00  |
|                         | Coligação Democrática Unitária | 137   | 2,48 / 100,00   |
|                         | Partido Renovador Democrático  | 63    | 1,14 / 100,00   |
|                         | Outros (com menos de 1,00%)    | 195   | 3,53 / 100,00   |
| Votos Inválidos         | Votos Inválidos                | 218   | 3,95 / 100,00   |
| Total                   | Total                          | 5 518 | 100,00 / 100,00 |
| Eleitorado/Participação | Eleitorado/Participação        | 8 171 | 67,53 / 100,00  |

### Figueira de Castelo Rodrigo
| Partido                 | Partido                        | Votos | %               |
| ----------------------- | ------------------------------ | ----- | --------------- |
|                         | Partido Social Democrata       | 2 776 | 63,26 / 100,00  |
|                         | Partido Socialista             | 677   | 15,43 / 100,00  |
|                         | Centro Democrático Social      | 501   | 11,42 / 100,00  |
|                         | Partido Renovador Democrático  | 79    | 1,80 / 100,00   |
|                         | Coligação Democrática Unitária | 75    | 1,71 / 100,00   |
|                         | Partido da Democracia Cristã   | 53    | 1,21 / 100,00   |
|                         | Outros (com menos de 1,00%)    | 99    | 2,26 / 100,00   |
| Votos Inválidos         | Votos Inválidos                | 128   | 2,92 / 100,00   |
| Total                   | Total                          | 4 388 | 100,00 / 100,00 |
| Eleitorado/Participação | Eleitorado/Participação        | 7 388 | 59,39 / 100,00  |

### Fornos de Algodres
| Partido                 | Partido                          | Votos | %               |
| ----------------------- | -------------------------------- | ----- | --------------- |
|                         | Partido Social Democrata         | 2 005 | 49,15 / 100,00  |
|                         | Centro Democrático Social        | 808   | 19,81 / 100,00  |
|                         | Partido Socialista               | 681   | 16,70 / 100,00  |
|                         | Partido da Democracia Cristã     | 157   | 3,85 / 100,00   |
|                         | Coligação Democrática Unitária   | 73    | 1,79 / 100,00   |
|                         | Partido Comunista (Reconstruído) | 45    | 1,10 / 100,00   |
|                         | Outros (com menos de 1,00%)      | 101   | 2,48 / 100,00   |
| Votos Inválidos         | Votos Inválidos                  | 209   | 5,12 / 100,00   |
| Total                   | Total                            | 4 079 | 100,00 / 100,00 |
| Eleitorado/Participação | Eleitorado/Participação          | 5 467 | 74,61 / 100,00  |

### Gouveia
| Partido                 | Partido                        | Votos  | %               |
| ----------------------- | ------------------------------ | ------ | --------------- |
|                         | Partido Social Democrata       | 4 772  | 43,29 / 100,00  |
|                         | Partido Socialista             | 3 278  | 29,74 / 100,00  |
|                         | Centro Democrático Social      | 1 408  | 12,77 / 100,00  |
|                         | Coligação Democrática Unitária | 504    | 4,57 / 100,00   |
|                         | Partido Renovador Democrático  | 293    | 2,66 / 100,00   |
|                         | Partido Popular Monárquico     | 125    | 1,13 / 100,00   |
|                         | Outros (com menos de 1,00%)    | 242    | 2,19 / 100,00   |
| Votos Inválidos         | Votos Inválidos                | 401    | 3,64 / 100,00   |
| Total                   | Total                          | 11 023 | 100,00 / 100,00 |
| Eleitorado/Participação | Eleitorado/Participação        | 16 016 | 68,82 / 100,00  |

### Guarda
| Partido                 | Partido                        | Votos  | %               |
| ----------------------- | ------------------------------ | ------ | --------------- |
|                         | Partido Social Democrata       | 9 379  | 39,07 / 100,00  |
|                         | Partido Socialista             | 6 837  | 28,48 / 100,00  |
|                         | Centro Democrático Social      | 4 632  | 19,30 / 100,00  |
|                         | Coligação Democrática Unitária | 774    | 3,22 / 100,00   |
|                         | Partido Renovador Democrático  | 463    | 1,93 / 100,00   |
|                         | Partido Popular Monárquico     | 343    | 1,43 / 100,00   |
|                         | Outros (com menos de 1,00%)    | 674    | 2,81 / 100,00   |
| Votos Inválidos         | Votos Inválidos                | 903    | 3,76 / 100,00   |
| Total                   | Total                          | 24 005 | 100,00 / 100,00 |
| Eleitorado/Participação | Eleitorado/Participação        | 33 555 | 71,54 / 100,00  |

### Manteigas
| Partido                 | Partido                        | Votos | %               |
| ----------------------- | ------------------------------ | ----- | --------------- |
|                         | Partido Socialista             | 763   | 29,98 / 100,00  |
|                         | Partido Social Democrata       | 660   | 25,93 / 100,00  |
|                         | Centro Democrático Social      | 587   | 23,06 / 100,00  |
|                         | Coligação Democrática Unitária | 254   | 9,98 / 100,00   |
|                         | Partido Renovador Democrático  | 89    | 3,50 / 100,00   |
|                         | Partido Popular Monárquico     | 43    | 1,69 / 100,00   |
|                         | Outros (com menos de 1,00%)    | 76    | 2,98 / 100,00   |
| Votos Inválidos         | Votos Inválidos                | 73    | 2,87 / 100,00   |
| Total                   | Total                          | 2 545 | 100,00 / 100,00 |
| Eleitorado/Participação | Eleitorado/Participação        | 3 561 | 71,47 / 100,00  |

### Mêda
| Partido                 | Partido                        | Votos | %               |
| ----------------------- | ------------------------------ | ----- | --------------- |
|                         | Partido Social Democrata       | 2 192 | 47,66 / 100,00  |
|                         | Centro Democrático Social      | 1 261 | 27,42 / 100,00  |
|                         | Partido Socialista             | 575   | 12,50 / 100,00  |
|                         | Partido Renovador Democrático  | 141   | 3,07 / 100,00   |
|                         | Coligação Democrática Unitária | 82    | 1,78 / 100,00   |
|                         | Partido da Democracia Cristã   | 48    | 1,04 / 100,00   |
|                         | Outros (com menos de 1,00%)    | 92    | 1,99 / 100,00   |
| Votos Inválidos         | Votos Inválidos                | 208   | 4,52 / 100,00   |
| Total                   | Total                          | 4 599 | 100,00 / 100,00 |
| Eleitorado/Participação | Eleitorado/Participação        | 6 830 | 67,34 / 100,00  |

### Pinhel
| Partido                 | Partido                        | Votos  | %               |
| ----------------------- | ------------------------------ | ------ | --------------- |
|                         | Partido Social Democrata       | 4 371  | 57,32 / 100,00  |
|                         | Centro Democrático Social      | 1 279  | 16,77 / 100,00  |
|                         | Partido Socialista             | 1 181  | 15,49 / 100,00  |
|                         | Coligação Democrática Unitária | 206    | 2,70 / 100,00   |
|                         | Partido Popular Monárquico     | 82     | 1,08 / 100,00   |
|                         | Outros (com menos de 1,00%)    | 277    | 3,64 / 100,00   |
| Votos Inválidos         | Votos Inválidos                | 230    | 3,02 / 100,00   |
| Total                   | Total                          | 7 626  | 100,00 / 100,00 |
| Eleitorado/Participação | Eleitorado/Participação        | 11 579 | 65,86 / 100,00  |

### Sabugal
| Partido                 | Partido                        | Votos  | %               |
| ----------------------- | ------------------------------ | ------ | --------------- |
|                         | Partido Social Democrata       | 6 057  | 53,56 / 100,00  |
|                         | Centro Democrático Social      | 2 401  | 21,23 / 100,00  |
|                         | Partido Socialista             | 1 616  | 14,29 / 100,00  |
|                         | Coligação Democrática Unitária | 179    | 1,58 / 100,00   |
|                         | Partido da Democracia Cristã   | 142    | 1,26 / 100,00   |
|                         | Partido Renovador Democrático  | 129    | 1,14 / 100,00   |
|                         | Partido Popular Monárquico     | 129    | 1,14 / 100,00   |
|                         | Outros (com menos de 1,00%)    | 159    | 1,39 / 100,00   |
| Votos Inválidos         | Votos Inválidos                | 497    | 4,39 / 100,00   |
| Total                   | Total                          | 11 309 | 100,00 / 100,00 |
| Eleitorado/Participação | Eleitorado/Participação        | 16 793 | 67,34 / 100,00  |

### Seia
| Partido                 | Partido                        | Votos  | %               |
| ----------------------- | ------------------------------ | ------ | --------------- |
|                         | Partido Social Democrata       | 7 009  | 38,84 / 100,00  |
|                         | Partido Socialista             | 5 106  | 28,29 / 100,00  |
|                         | Centro Democrático Social      | 3 066  | 16,99 / 100,00  |
|                         | Coligação Democrática Unitária | 1 106  | 6,13 / 100,00   |
|                         | Partido Renovador Democrático  | 505    | 2,80 / 100,00   |
|                         | Partido Popular Monárquico     | 206    | 1,14 / 100,00   |
|                         | Outros (com menos de 1,00%)    | 424    | 1,67 / 100,00   |
| Votos Inválidos         | Votos Inválidos                | 624    | 3,46 / 100,00   |
| Total                   | Total                          | 18 046 | 100,00 / 100,00 |
| Eleitorado/Participação | Eleitorado/Participação        | 24 699 | 73,06 / 100,00  |

### Trancoso
| Partido                 | Partido                        | Votos  | %               |
| ----------------------- | ------------------------------ | ------ | --------------- |
|                         | Partido Social Democrata       | 4 325  | 57,64 / 100,00  |
|                         | Centro Democrático Social      | 1 339  | 17,84 / 100,00  |
|                         | Partido Socialista             | 1 032  | 13,75 / 100,00  |
|                         | Coligação Democrática Unitária | 137    | 1,83 / 100,00   |
|                         | Partido Renovador Democrático  | 97     | 1,29 / 100,00   |
|                         | Partido da Democracia Cristã   | 91     | 1,21 / 100,00   |
|                         | Outros (com menos de 1,00%)    | 190    | 2,54 / 100,00   |
| Votos Inválidos         | Votos Inválidos                | 293    | 3,90 / 100,00   |
| Total                   | Total                          | 7 504  | 100,00 / 100,00 |
| Eleitorado/Participação | Eleitorado/Participação        | 10 739 | 69,88 / 100,00  |

### Vila Nova de Foz Côa
| Partido                 | Partido                        | Votos | %               |
| ----------------------- | ------------------------------ | ----- | --------------- |
|                         | Partido Social Democrata       | 3 133 | 53,12 / 100,00  |
|                         | Partido Socialista             | 1 111 | 18,84 / 100,00  |
|                         | Centro Democrático Social      | 982   | 16,65 / 100,00  |
|                         | Coligação Democrática Unitária | 206   | 3,49 / 100,00   |
|                         | Partido Renovador Democrático  | 66    | 1,12 / 100,00   |
|                         | Partido Popular Monárquico     | 62    | 1,05 / 100,00   |
|                         | Outros (com menos de 1,00%)    | 121   | 2,05 / 100,00   |
| Votos Inválidos         | Votos Inválidos                | 217   | 3,68 / 100,00   |
| Total                   | Total                          | 5 898 | 100,00 / 100,00 |
| Eleitorado/Participação | Eleitorado/Participação        | 8 925 | 66,08 / 100,00  |